# Děkanát Ostrava

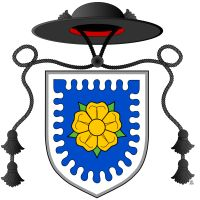
Znak děkanátu Ostrava

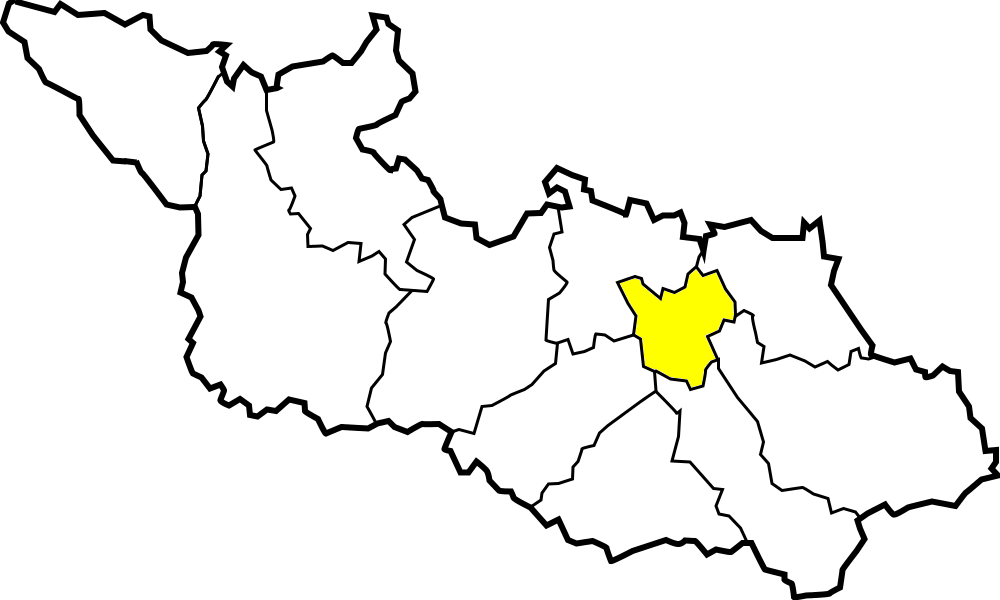
Děkanát Ostrava v rámci ostravsko-opavské diecéze

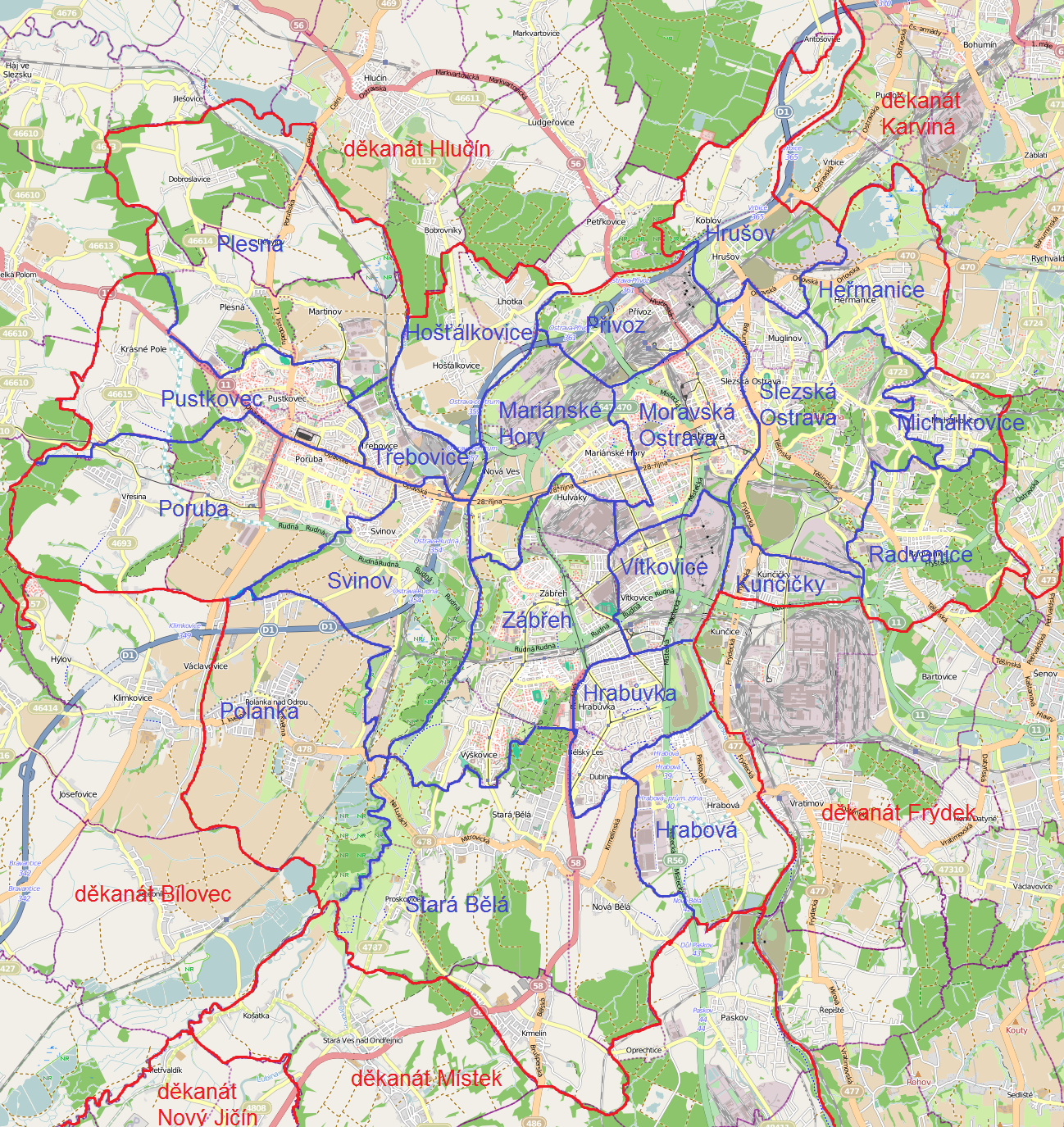
Děkanát Ostrava s vyznačením hranic jednotlivých farností

Děkanát Ostrava je územní část ostravsko-opavské diecéze s centrem v Ostravě. Tvoří jej 21 římskokatolických farností. Funkcí děkana je pověřen P. ICDr. Libor Botek, Th.D., farář farnosti Ostrava-Hošťálkovice.

## Seznam farností
| Farnost                  | Správce                                    | Další duchovní ve farnosti                                             | Farní kostel                             |
| ------------------------ | ------------------------------------------ | ---------------------------------------------------------------------- | ---------------------------------------- |
| Ostrava-Heřmanice        | P. Leoš Ryška, SDB                         |                                                                        | sv. Marek, evangelista                   |
| Ostrava-Hošťálkovice     | P. Mgr. Libor Botek, Th.D.                 |                                                                        | Všech svatých                            |
| Ostrava-Hrabová          | administrátor excurrendo, Vratimov         |                                                                        | sv. Kateřina, panna a mučednice          |
| Ostrava-Hrabůvka         | P. Miroslav Straka                         | P. Dariusz Sputo                                                       | Panna Maria, královna posvátného růžence |
| Ostrava-Hrušov           | P. Mgr. ThLic. Krzysztof Szewczyk, Th.D    |                                                                        | sv. František a Viktor                   |
| Ostrava-Kunčičky         | P. Dariusz Sputo                           |                                                                        | sv. Antonín Paduánský                    |
| Ostrava-Mariánské Hory   | Mgr. Petr Smolek                           | Mgr. Jan Breník, trvalý jáhen                                          | Panna Maria Královna                     |
| Ostrava-Michálkovice     | P. Petr Chovanec                           |                                                                        | Nanebevzetí Panny Marie                  |
| Ostrava-Moravská Ostrava | P. Mgr. Vítězslav Řehulka                  | P.Mgr. Vladimír Ziffer                                                 | Božský Spasitel                          |
| Ostrava-Plesná           | P. PhDr. Pavel Moravec, Ph.D.              |                                                                        | sv. Jakub                                |
| Ostrava-Polanka          | P. Mgr. Zdeněk Pluhař                      |                                                                        | sv. Anna                                 |
| Ostrava-Poruba           | P. Mgr. Pavel Marek                        | Mons. Josef Gazda; Mgr. Emil Morav, trvalý jáhen                       | sv. Mikuláš                              |
| Ostrava-Přívoz           | P. Franciszek Gajewski, OSPPE              | Dominik Partyka OSPPE.                                                 | Neposkvrněné početí Panny Marie          |
| Ostrava-Pustkovec        | P. Pavel Moravec                           | P. ThLic. Vojtěch Janšta                                               | sv. Cyril a Metoděj                      |
| Ostrava-Radvanice        | P. Mgr. Marek Jargus                       |                                                                        | Neposkvrněné početí Panny Marie          |
| Ostrava-Slezská Ostrava  | administrátor excurrendo, Moravská Ostrava |                                                                        | sv. Josef                                |
| Ostrava-Stará Bělá       | Mons. Bohuslav Novák                       | P. Petr Eliáš                                                          | sv. Jan Nepomucký                        |
| Ostrava-Svinov           | P. ThLic. Jan Larisch, Th.D.               |                                                                        | Kristus Král                             |
| Ostrava-Třebovice        | P. Mgr. Lukáš Engelmann                    |                                                                        | Nanebevzetí Panny Marie                  |
| Ostrava-Vítkovice        | P. Anton Rusnák                            |                                                                        | sv. Pavel apoštol                        |
| Ostrava-Zábřeh           |                                            | P. Mgr. Lukáš Dořičák; P. Mgr. Václav Tomiczek; P. ThLic. Roman Czudek | Navštívení Panny Marie                   |

Stav z roku 2013